# 短序杭子梢
短序杭子梢（学名：Campylotropis brevifolia）为豆科杭子梢属下的一个种。

## 扩展阅读
維基物種上的相關：短序杭子梢